# Agincourt
Agincourt település Franciaországban, Meurthe-et-Moselle megyében. Lakosainak száma 436 fő (2022. január 1.). Agincourt Dommartemont, Dommartin-sous-Amance, Essey-lès-Nancy és Eulmont községekkel határos.

## Népesség
A település népességének változása:
| Lakosok száma | 276  | 358  | 412  | 409  | 440  | 438  | 438  | 442  | 445  | 436  |
|               | 1968 | 1982 | 1990 | 2006 | 2013 | 2015 | 2017 | 2019 | 2020 | 2022 |